# Dubai International Cricket Stadium
Il Dubai International Cricket Stadium (precedentemente noto come Dubai Sports City Cricket Stadium), è uno stadio di cricket di Dubai, negli Emirati Arabi Uniti.

## Storia
Si tratta del più grande e importante stadio di cricket del paese. Fin dalla sua inaugurazione è stato il principale stadio casalingo della nazionale emiratina e ha occasionalmente ospitato incontri di maggior prestigio.
In particolare nei primi anni 2010, a causa delle tensioni interne, la nazionale del Pakistan ha giocato in questo impianto le proprie partite casalinghe. Grazie a questo lo stadio ha ospitato anche dei test match.